# Lophogobius
Đừng nhầm lẫn với chi cá bống Lophiogobius thuộc họ Oxudercidae.
Lophogobius là một chi cá biển thuộc họ Cá bống trắng. Chi này được lập bởi Theodore Gill vào năm 1862.

## Từ nguyên
Tên chi được ghép bởi hai âm tiết trong tiếng Hy Lạp cổ đại: lóphos (λόφος; "mào") và kōbiós (κωβιός; "cá bống"), hàm ý đề cập đến phần mào nhô lên ở L. cristagalli (= cyprinoides).

## Các loài
Chi này hiện có 2 loài sau được ghi nhận:
- Lophogobius cristulatus Ginsburg, 1939
- Lophogobius cyprinoides (Pallas, 1770)

L. bleekeri hiện đã được tách thành một chi đơn loài là Dotsugobius.

## Phân bố
L. cristulatus có phân bố ở Đông Thái Bình Dương, còn L. cyprinoides thì ở Tây Đại Tây Dương. L. cyprinoides đã theo kênh đào Panama mà tiến vào Đông Thái Bình Dương.